# غريغور فينك
غريغور فينك (بالسلوفينية: Gregor Fink)‏ (3 يوليو 1984 بتسليه في سلوفينيا - ) هو لاعب كرة قدم سلوفيني في مركز حراسة المرمى. لعب مع أريس ليماسول ونادي أولمبيا ليوبليانا ونادي تساليه ونادي رودار فيلينيه وNK Drava Ptuj (1933) ‏ وND Dravinja ‏ وNK Zavrč ‏.

## وصلات خارجية
- غريغور فينك على موقع قاعدة بيانات كرة القدم.إي يو (الإنجليزية)
- غريغور فينك على موقع عالم كرة القدم.نت (الإنجليزية)